# من هم یک یاغی هستم
من هم یک یاغی هستم (به تامیلی: Naanum Rowdy Dhaan) فیلمی است محصول سال ۲۰۱۵ و به کارگردانی ویگنش سیوان است. در این فیلم بازیگرانی همچون نایانتارا، ویجی ستوپاتی، آر. پارتیبان، رادیکا ساراتکومار و آرجی بالاجی ایفای نقش کرده‌اند.